# Joaquim Prats Aragonés
Joaquim Prats Aragonés   (Barcelona, 1942) és un arquitecte i dissenyador català.
Format a l'Escola Tècnica Superior d'Arquitectura de Barcelona, obté el títol d'aparellador l'any 1965 i el d'arquitecte l'any 1981 després d'haver abandonat els estudis per circumstàncies diverses. Inicia la seva tasca professional com a interiorista col·laborant entre el 1966 i el 1972 amb l'estudi d'arquitectura MBM arquitectes on va arribar a ser cap del departament de disseny i interiors. El 1969 crea juntament amb Carles Fochs, l'empresa DAI per a produir els seus propis dissenys de mobles i complements. El 1972 obre estudi propi especialitzant-se en mobiliari, equipaments i vehicles. En aquest últim sector va col·laborar amb el departament de disseny de Derbi en el desenvolupament de nous productes. Va participar activament en la creació del BCD, formant part de la comissió permanent, i de l'ADP, de la qual va ser president. Ha estat professor de l'Escola Tècnica Superior d'Arquitectura del Vallès.
Els seus dissenys han rebut diversos premis Delta i han estat seleccionats per aquest guardó en diverses ocasions. Entre els més destacats cal citar el calendari Temps (1969), el tamboret Pila (1970) o la Taula TV (1970), fets en col·laboració amb Carles Fochs.